# Liste der Kulturdenkmale in Legefeld
Diese Liste enthält die Kulturdenkmale in Legefeld, einem Stadtteil von Weimar, einschließlich Holzdorf.

## Legende
- Bild: zeigt ein Bild des Kulturdenkmals und gegebenenfalls einen Link zu weiteren Fotos des Kulturdenkmals im Medienarchiv Wikimedia Commons
- Bezeichnung: Name, Bezeichnung oder die Art des Kulturdenkmals
- Lage: Wenn vorhanden Straßenname und Hausnummer des Kulturdenkmals; Grundsortierung der Liste erfolgt nach dieser Adresse. Der Link Karte führt zu verschiedenen Kartendarstellungen und nennt die Koordinaten des Kulturdenkmals.
 Kartenansicht, um Koordinaten zu setzen – in dieser Kartenansicht sind Kulturdenkmale ohne Koordinaten mit einem roten bzw. orangen Marker dargestellt und können in der Karte gesetzt werden. Kulturdenkmale ohne Bild sind mit einem blauen bzw. roten Marker gekennzeichnet, Kulturdenkmale mit Bild mit einem grünen bzw. orangen Marker.
- Datierung: gibt das Jahr der Fertigstellung beziehungsweise das Datum der Erstnennung oder den Zeitraum der Errichtung an
- Beschreibung: bauliche und geschichtliche Einzelheiten des Kulturdenkmals, vorzugsweise die Denkmaleigenschaften
- ID: Die ID identifiziert das Kulturdenkmal eindeutig. In Thüringen sind aktuell keine IDs veröffentlicht. In der ID-Spalte kann sich auch folgendes Icon  befinden, dies führt zu Angaben zu diesem Kulturdenkmal bei Wikidata.

## Denkmalliste
| Bild                                    | Bezeichnung       | Lage                                                         | Datierung | Beschreibung | ID |
| --------------------------------------- | ----------------- | ------------------------------------------------------------ | --------- | --- | -- |
| weitere Bilder Fotos hochladen          | Kirche            | Legefeld, Kirchgasse 3 (Karte)                               |           | Kirche St. Trinitatis mit Ausstattung, Kirchhof mit Ummauerung sowie historischen Grabsteinen, Kriegerdenkmal 1914/18 und Ehrendenkmal für die Völkerschlacht 1813 |    |
| BW                                      | Pfarrhof          | Am Dorfanger 38 (ehem. 39) (Karte)                           |           | Pfarrhof |    |
| Direkt Bild zu diesem Denkmal hochladen | Meilenstein       | B 85                                                         |           | Meilenstein (Gemarkung Legefeld, Flur 5, Flurstück 418) |    |
| weitere Bilder Fotos hochladen          | Autobahnmeisterei | Legefelder Hauptstraße 2, 4, 6, 8, 10, 14 (Karte)            |           | Autobahnmeisterei mit Dienst-, Werkstatt- und Wohngebäuden |    |
| BW                                      | Todesmarschstele  | Legefelder Hauptstraße (Karte)                               |           | Todesmarschstele (Gemarkung Legefeld, Flur 1, Flurstück 130/2) |    |
| BW                                      | Gehöft            | Zum Waldhof 5 (ehem. Am Herrenweg 74) (Karte)                |           | Gehöft |    |
| weitere Bilder Fotos hochladen          | Landgut Holzdorf  | Holzdorf, Otto-Krebs-Weg 1,5, 5a, 7 / Landgutallee 9 (Karte) |           | Landgut Holzdorf mit Park |    |